# 외환보유고
외환보유고(外換保有庫)는 중앙은행 및 외국 국립 은행 등에 예치된 외국 통화 예금이다. 정부의 자산으로 달러, 유로, 엔화 등이 준비 통화로서 사용된다. 특히 미국 국채로 보유된 적이 많다. 한국은 2016년 12월에 932억 달러의 미국 국채를 보유하였다.. 한국이 보유하고 있는 외환 보유고의 약 25%이 미국 국채다.

## 목적
일반적으로 외환보유고는 중앙 은행을 통해 자국의 통화를 매입하여 환율을 안정시키는 데 사용한다. 각 국가는 외환 투기 및 경제적 충격으로부터 환율이 급격히 변동되는 것을 막기 위해 외화를 비축한다.

## 순위

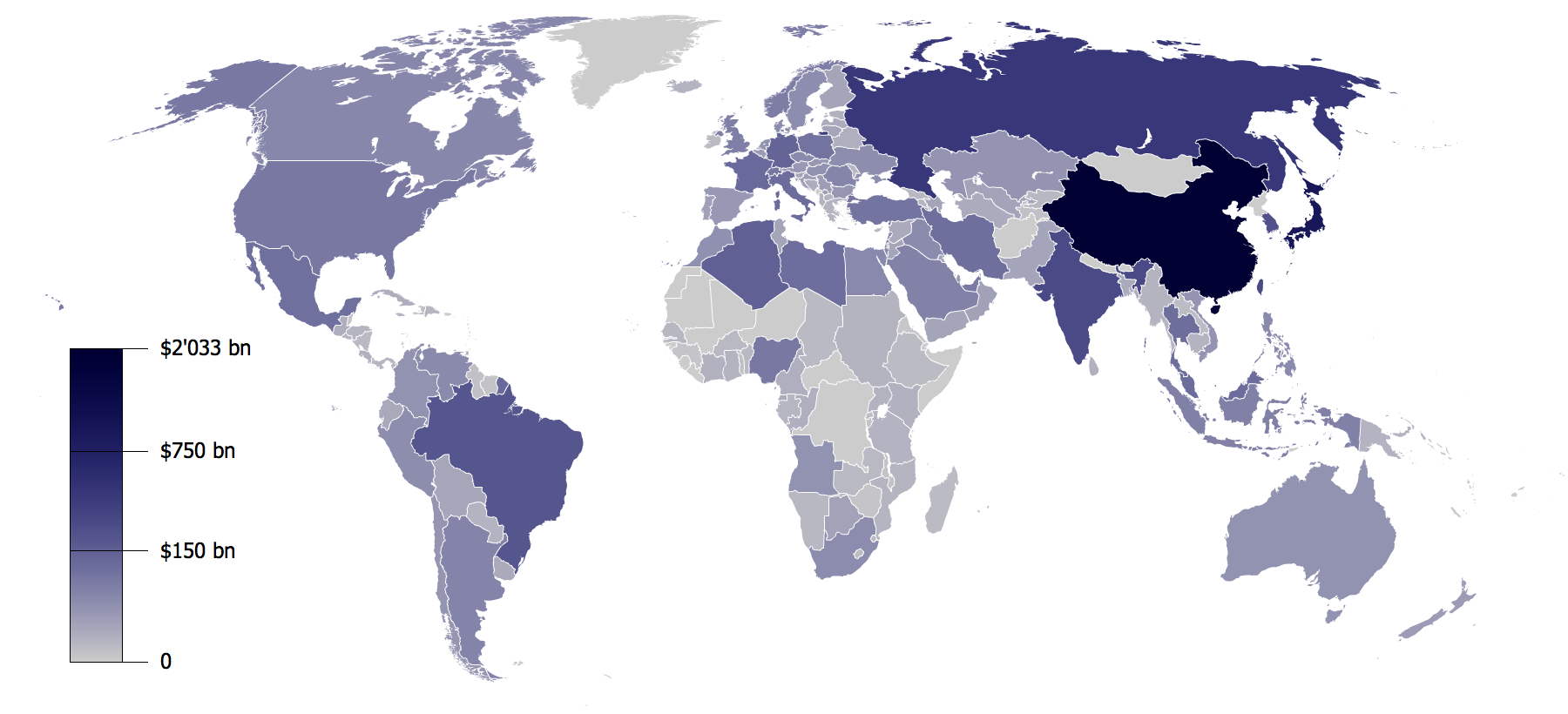
국가별 외환보유고

2014년말을 기준으로, 전체 외환보유고 중 62.9%는 미국 달러이고 22.2%는 유로이다.
| 순위 | 국명                   | 보유액 (단위: 10억 달러, 월말 기준) |
| ---- | ---------------------- | ----------------------------------- |
| 1    | 중화인민공화국         | $ 3,308 (2016년 1월)                |
| 2    | 일본                   | $ 1,248 (2016년 1월)                |
| 3    | 스위스                 | $ 605 (2016년 1월)                  |
| 4    | 사우디아라비아         | $ 602 (2016년 1월)                  |
| 5    | 중화민국 (대만)        | $ 426 (2016년 1월)                  |
| 6    | 러시아                 | $ 372 (2016년 1월)                  |
| 7    | 대한민국               | $ 366 (2016년 2월)                  |
| 8    | 브라질                 | $ 358 (2016년 1월)                  |
| 9    | 홍콩 ( 중화인민공화국) | $ 357 (2016년 1월)                  |
| 10   | 인도                   | $ 350 (2016년 1월)                  |
| 11   | 싱가포르               | $ 245 (2016년 1월)                  |
| 12   | 독일                   | $ 180 (2016년 1월)                  |
| 13   | 멕시코                 | $ 176 (2016년 1월)                  |
| 14   | 태국                   | $ 157 (2015년 12월)                 |
| 15   | 알제리                 | $ 156 (2015년 12월)                 |
| 16   | 프랑스                 | $ 144 (2016년 1월)                  |
| 17   | 이탈리아               | $ 134 (2011년 12월)                 |
| 18   | 미국                   | $ 119 (2016년 2월)                  |
| 19   | 인도네시아             | $ 102 (2016년 1월)                  |
| 20   | 말레이시아             | $ 96 (2016년 1월)                   |

위 국가의 외환보유고 총합은 전 세계 외환보유고의 50%를 넘는다.
| 순위 | 국명                    | 보유액 (단위: 10억 달러, 월말 기준) |
| ---- | ----------------------- | ----------------------------------- |
| –    | 유럽 연합 유럽 중앙은행 | $ 71 (2015년 12월)                  |
| –    | 유럽 연합 유로존        | $ 701 (2015년 12월)                 |

## 같이 보기
- 금보유고